# Петкан Проданов
Петкан Проданов е български учен, професор доктор. Автор е на значими трудове в областта на имунохематологията и имуногенетиката, откривател на два нови кръвно-групови варианта.

## Биография
Петкан Проданов е роден през 1931 година в град Хасково, в семейство на учители. Завършва средно образование в родния си град, а висше – във ВМИ, град Пловдив.
Първата му месторабота е в село Минерални бани като участъков лекар. Скоро след това е назначен за завеждащ Отделение по трансфузионна хематология в Окръжна болница – Хасково, където получава специалности „Хематология“ и „Вътрешни болести“.
В периода от 1965 до 1968 година е редовен аспирант в университета „Jan Komensky“ в Чехословакия, където открива нов кръвно-групов вариант. През 1974 г. научната асоциация „J. E. Purkyne“ в Чехословакия го удостоява с почетното звание „Doctor Honoris Causa“ за заслугите му към развитието на хематологичната наука.
След завръщането си в България Петкан Проданов оглавява Центъра по трансфузионна хематология и преподава в Медицинския колеж в Хасково.
Научните му разработки, плод на неговата дългогодишна изследователска дейност, са публикувани в авторитетни международни списания и са цитирани в медицински учебници и монографии. Признанието за значимостта на неговите трудове се изразява в отличията, с които е удостоен през годините. През 2000 година е номиниран от Американския биографичен институт ABI за Изтъкната личност на 21 век. През 2003 година е обявен за „Лекар на годината“ от Български лекарски съюз. През 2006 година с решение № 568/21.07.2006 година на Общински съвет – Хасково е обявен за Почетен гражданин.
Петкан Проданов умира на 6 декември 2016 година.